# Bolhargues
Bolhargues (en francès Bouillargues) és un municipi francès situat al departament del Gard i a la regió d'Occitània. L'any 2005 tenia 5.354 habitants.